# Carlos Alberto Gonçalves da Cruz
Carlos Alberto Gonçalves da Cruz est un herpétologiste brésilien né en 1944. Il travaille au Museu Nacional do Rio de Janeiro.

## Taxons nommés en son honneur
- Craugastor cruzi (McCranie, Savage & Wilson, 1989)
- Hyla cruzi Pombal et Bastos, 1998
- Chiasmocleis crucis Caramaschi et Pimenta, 2003[1]

## Quelques taxons décrits
- Chiasmocleis alagoanus
- Chiasmocleis atlantica
- Chiasmocleis capixaba
- Chiasmocleis carvalhoi
- Chiasmocleis jimi
- Chiasmocleis mehelyi
- Hyla arildae
- Hyla buriti
- Hyla callipygia
- Hyla cavicola
- Hyla ericae
- Hyla fluminea
- Hyla gouveai
- Hyla ibirapitanga
- Hyla leucopygia
- Hyla phaeopleura
- Hyla pseudomeridiana
- Hyla sibilata
- Hyla stenocephala
- Hyla weygoldti
- Hylomantis granulosa
- Melanophryniscus simplex
- Melanophryniscus spectabilis
- Phasmahyla exilis
- Phrynohyas lepida
- Phrynomedusa bokermanni
- Phrynomedusa marginata
- Phrynomedusa vanzolinii
- Phyllodytes brevirostris
- Phyllodytes kautskyi
- Plectrohyla chrysopleura
- Proceratophrys phyllostomus
- Proceratophrys subguttata
- Pseudis tocantins
- Scinax agilis

## Référence biographique
- (pt) information biographique